# Eudocima
Eudocima é um gênero de traça pertencente à família Arctiidae.